# 100% (folyóirat)
100% a KMP által irányított irodalmi, művészeti és politikai folyóirat 1927. szeptember – 1930. augusztus közt. A Horthy-korszakban a leghosszabb ideig megjelent legális kommunista orgánum volt.

## Szerkesztők, munkatársak
A lapot Tamás Aladár szerkesztette, munkatársai hazai kommunisták és a KMP-hez közel álló írók voltak, köztük Antal János, Danzinger-Agárdi Ferenc, Gereblyés László, Gergely Sándor, Haraszti Sándor, Madzsar József, Molnár Erik, Nagy Lajos, Pápa József, Pákozdy Ferenc, Schönstein Sándor, Tihanyi Ernő. Emigrációban élő kommunisták is írtak a lapba, például Bolgár Elek, Gábor Andor, Lukács György, Révai József.

## Tartalma
Agitatív versek, tényleíró szociografikus írások, riportok és novellák jelentek meg a lap hasábjain. A világirodalomból elsősorban a szovjet írók munkásságát ismertette, de az izmusok, s a realizmus is rendszeres témaként szerepelt.

## Repertórium
- 100% repertórium, összeáll. Botka Ferenc. In Tamás Aladár: A 100% története. 1973.